# 경주 이씨 양월문중 고문서 및 향안
경주이씨 양월문중 고문서 및 향안(慶州李氏 楊月門中 古文書 및 鄕案)은 대한민국 경상북도 경주시 국립경주박물관에 있는 조선시대의 문서류이다. 2006년 7월 18일 대한민국의 보물 제1474-1호로 지정되었다.

## 개요
경주이씨 양월문중의 경우에는 선조 및 가문 관련 자료도 많지만 사실상 가문소장 자료라고 보기 어려운 경주 향안 등 유향소 관련자료, 구강서원 문서가 많이 소장되어 있다는 점이 특이하다.
고문서 중 지정대상은 양월문중 소장 조사첩 2점, 교지·교첩·차첩류 23점, 소지 1점이다. 조사첩(朝謝帖)은 이조(吏曹)에서 사헌부의 서경(署經)을 거친 사실이 기록된 것으로 고신식(告身式)이 확정되기 이전의 고려적인 양식이 남아있어 귀중하다. 조사첩은 사헌부의 서경을 받는 최종 종결로 보이며 이 조사첩을 발급받는 것은 관료가 해당관직에 정식으로 임명되는 것을 의미한다. 즉, 인사행정에 관한 자료이다. 이점(李點)이 받은 조사첩은 2점인데 1423년의 것은 조사첩(朝謝帖)이고 1444년은 조사첩(朝謝牒)이다. 경국대전이 편찬되기 이전에 쓰였던 문서로서 문서서식의 변화를 알 수 있는 자료로서 사료적 가치가 있다.
교지·교첩·차첩류 등은 이형림(李亨林) 1점, 이수광(李秀光) 2점, 이홍(李洪) 5점, 이경한(李景漢) 12점, 이경한처 오씨(李景漢妻 吳氏) 1점, 이상일(李尙一) 2점으로 양월문중 선조의 사환을 알 수 있고 인사행정 및 제도사연구 자료로서 가치가 있다. 소지(所志)는 경주부의 소속현 합병을 둘러싸고 논쟁을 한 청원서로서 당시의 군현제의 확립을 통한 지방행정의 일면을 살필 수 있는 자료적인 가치가 있다.
경주이씨 양월문중 소장 17세기 경주향안(총17책)은 다른 지역의 자료와 비교할 때 자료의 17세기 집중도와 희소성이 주목된다. 지정대상 총17책의 향안은 1592-1692년에 이르는 집중성을 보이는데, 17세기는 우리나라 향안의 변천사가 함축된 시기라는 점에서 중요하며 경주 향안처럼 완벽하게 보존된 사례가 거의 없다. 또한 경주향안은 원본과 등서본, 신천안, 이에 부수된 입의와 완의, 유향소 관련 각종 향촌운영 문서, 그리고 향약까지 망라된 종합성을 가진다. 이러한 성격은 조선시기 향촌사회 운영질서와 체계를 확인할 수 있는 자료로 가치가 높다. 아울러 경주향안은 향촌운영 관련문서로 지역적 특성과 질서를 대변하는 자료로 의미를 지닌다.

## 같이 보기
- 해인사

## 참고 자료
- 경주 이씨 양월문중 고문서 및 향안 - 국가유산청 국가유산포털